# Грандин (Мисури)
Грандин (енгл. Grandin) град је у америчкој савезној држави Мисури.

## Демографија
По попису из 2010. године број становника је 243, што је 7 (3,0%) становника више него 2000. године.
| Група             | 2000.       | 2010.       |
| Белци             | 231 (97,9%) | 237 (97,5%) |
| Афроамериканци    | 0 (0,0%)    | 0 (0,0%)    |
| Азијати           | 0 (0,0%)    | 0 (0,0%)    |
| Хиспаноамериканци | 0 (0,0%)    | 5 (2,1%)    |
| Укупно            | 236         | 243         |